# Hyaloscypha farinacea
Hyaloscypha farinacea är en svampart som först beskrevs av Cooke & Massee, och fick sitt nu gällande namn av Jean Louis Emile Boudier 1907. Hyaloscypha farinacea ingår i släktet Hyaloscypha och familjen Hyaloscyphaceae.   Inga underarter finns listade i Catalogue of Life.